# Quociente de Espectro do Autismo
O teste quociente de espectro do autismo ( AQ ) é um questionário publicado em 2001 por Simon Baron-Cohen e seus colegas do Centro de Pesquisa de Autismo em Cambridge, Reino Unido . Composto por cinquenta questões, visa investigar se adultos de inteligência média apresentam sintomas do transtorno do espectro do autismo . Mais recentemente, também foram publicadas, versões do AQ para crianças e adolescentes.
O teste foi popularizado pela Revista Estadunidense Wired em December 2001, quando publicaram o artigo, "The Geek Syndrome" (A Síndrome Do Geek). Embora não se destine a ser um teste de diagnóstico, é comumente usado para o autodiagnóstico do transtorno do espectro do autismo. O PhenX Toolkit usa versões específicas de idade do AQ como seus protocolos de triagem para adultos e adolescentes para sintomas de transtorno do espectro do autismo.

## O formato do teste
O teste consiste em 50 declarações, cada uma delas em um formato de escolha forçada . Cada pergunta permite que o sujeito indique "concordo totalmente", "concordo ligeiramente", "discordo ligeiramente" ou "discordo totalmente". Aproximadamente metade das perguntas são formuladas para obter uma resposta "concordo" de indivíduos neurotípicos e metade para obter uma resposta "discordo". O sujeito marca um ponto para cada pergunta que é respondida "autisticamente" de forma leve ou definitiva.
As perguntas abrangem cinco domínios diferentes associados ao espectro do autismo: habilidades sociais; habilidades de comunicação; imaginação; atenção aos detalhes; mudança de atenção/tolerância de mudança. A análise fatorial dos resultados da amostra tem sido inconsistente, com vários estudos encontrando dois, três ou quatro fatores em vez de cinco.

## Use como uma ferramenta de diagnóstico
Nas tentativas iniciais do teste, a pontuação média no grupo de controle foi de 16,4, com os homens pontuando ligeiramente mais alto que as mulheres (cerca de 17 versus cerca de 15). 80% dos adultos diagnosticados com transtornos do espectro do autismo pontuaram 32 ou mais, em comparação com apenas 2% do grupo de controle.
Os autores citaram a pontuação de 32 ou mais indicando "níveis clinicamente significativos de traços autistas". No entanto, embora o teste seja popularmente usado para autodiagnostico do transtorno do espectro do autismo, os autores advertem que o teste não se destina a ser diagnóstico e aconselham que qualquer pessoa que obtenha uma pontuação alta e esteja sofrendo alguma dificuldade deve procurar aconselhamento médico profissional e não tirar qualquer conclusão.
Uma outra pesquisa indicou que o questionário poderia ser usado para triagem na prática clínica, com pontuações inferiores a 26 indicando que um diagnóstico de síndrome de Asperger pode ser efetivamente descartado.
Também é frequentemente usado para avaliar variantes mais leves de traços semelhantes ao autismo em indivíduos neurotípicos .

## Matemáticos, cientistas e engenheiros
Embora a maioria dos alunos com transtorno do espectro do autismo tenha capacidade matemática média e teste ligeiramente pior em matemática do que em inteligência geral, alguns são superdotados em matemática e o transtorno do espectro do autismo não impediu os adultos de grandes realizações.
O questionário foi aplicado a estudantes da Universidade de Cambridge e a um grupo de 16 vencedores da Olimpíada Britânica de Matemática para determinar se havia uma ligação entre o talento para disciplinas matemáticas e científicas e traços associados ao espectro do autismo. Estudantes de matemática, ciências físicas e engenharia obtiveram pontuações significativamente mais altas, por exemplo, 21,8 em média para matemáticos e 21,4 para cientistas da computação. A pontuação média para os vencedores da Olimpíada Britânica de Matemática foi de 24.